# 山田茂樹
山田 茂樹（やまだ しげき、1949年 - ）は、日本の新左翼活動家。組織名は木元。革労協木元派（赤砦社派）の指導者。

## 来歴
1968年大阪府立大手前高等学校を卒業、1969年東北大学に入学、1973年の早稲田解放闘争より東京で活動。
1999年5月、狭間派こと現代社派から追われる形で木元派を結成。直後の6月に現代社派により襲撃される。これにより、山田は瀕死の重傷を負い、一命こそ取り留めたものの、単独での歩行に支障をきたすほどの後遺症を負った。また、この事件がきっかけとなって木元派と現代社派との抗争が勃発する。
2013年11月28日、偽名でホテルに宿泊したとして部下の女性とともに逮捕された。 
2021年5月17日、大阪市西成区で「俺らは、暴力的に何でもやってきた人間なんだよ。人殺しもやってきたんだ。この辺をうろうろしていたら許さんぞ」と日雇い労働者の雇用問題などに取り組む団体の関係者を脅迫したとして逮捕された。5月27日、大阪地方検察庁は山田を起訴猶予処分とした。
2023年3月2日、他人に使わせることを隠して携帯電話1台を契約したとして、詐欺などの疑いで逮捕された。
2024年3月5日、他人に使用させる目的を隠して携帯電話のSIMカードを契約したとして、活動家の女と共に詐欺容疑で逮捕された。